# 신영옥
신영옥(申英玉, 1961년 7월 3일 ~ )은 대한민국의 소프라노 성악가로, 수브레토-리릭 레쩨로 소프라노이다.소프라노 조수미, 홍혜경과 함께 80~90년대 세계무대에서 뛰어난 활약을 보인 소프라노 중 한 명이다.데뷔 초기에는 전형적인 리릭 콜로라투라 음역의 가볍고 민첩한 가창이 특징이었으나 중기 이후로 무게감 있는 레가토를 지닌 리릭 레쩨로 소프라노로 변화하기 시작했다.활달한 처녀나 하녀 역할에 어울리는 연기와 외모로, 수브레토 소프라노로 분류되기도 한다.나이가 들면서 2010년대 이후로는 전형적인 리릭 소프라노에 더욱 가까워지면서 가창 스타일도 종전의 가벼움보다는 중후함과 서정미를 앞세우는 축으로 변화하고 있다.

## 삶
- 서울 태생으로 동아콩쿠르 3위 입상(고교생 신분으로는 최초 입상기록), 1990년 메트로폴리탄 오페라 인터내셔널 콩쿨 및 로렌 자카리 콩쿨, 그리고 올가 쿠세비츠키 콩쿨 우승 등이 대표적이며, 선화예술중/고등학교를 거쳐 뉴욕 줄리어드 음악학교에서 학사, 동 대학원에서 석사 학위를 받았다. 선화예술학교에서 유병무,김영자,이정희, 줄리어드에서는 다니엘 페로, 엘렌 폴  , 클라우디아 핀차를 사사했다. 특히 클라우디아 핀차와는 본인의 줄리어드 졸업 후 프로가수의 경력까지 함께하며 평생 스승으로 모신 일화로 유명하다.

소프라노 조수미와는 선화예술학교1년 선후배, 소프라노 홍혜경과는 줄리어드학교 선후배지간이다.
- 1989년 미국과 이태리에서 개최된 스폴레토 페스티벌≪피가로의 결혼≫의 수잔나 역을 통해 세계 무대에 데뷔하였다.1990년 뉴욕 메트로폴리탄 오페라 인터내셔널 콩쿨에 우승한 직후 롯시니의 오페라 '세미라미데' 의 아제마 공주 역으로 캐스팅되어 메트 무대에도 첫 데뷔하였고, 아제마 역을 마치고 언더스터디로 참여하고 있던 메트의 1991년 1월 시즌 '리골레토'에서 주인공 질다 역의 대역 소프라노로 객석에서 대기 중, 당시 컨디션 난조로 1막이 끝나고 하차한 홍혜경의 대타로 무대에 서 대호평을 받으며 국제적인 소프라노 가수로 발돋움했다.
- 최고의 프리마 돈나로서 뿐만 아니라 콘서트와 리사이틀, 페스티벌 무대에서도 격찬을 받으며 활발한 활동을 펼치고 있다.

가지고 있는 소리의 영역,톤에 대해서는 의견이 많이 갈리는 편이다.리릭 레쩨로,리릭 콜로라투라,수브레토 등 여러 의견이 분분하나, 기본적으로 리릭보다는 부드럽고 가벼운 음색의 레쩨로 소프라노에 속하며, 재치 넘치고 폭넓은 연기 스타일이나 유연한 레가토, 콜로라투라 창법까지 겸비하여 리릭과 수브레토, 콜로라투라 영역까지 넘나들 수 있는 표현력을 가진 가수라고 보는 것이 정확하다.
이탈리아 오페라 레퍼토리로는'람메르무어의 루치아','리골레토','사랑의 묘약','청교도','가면 무도회', '몽유병의 여인' 등, 도니체티와 벨리니의 초기 벨칸토 오페라 소프라노 배역과 베르디 오페라들의 가벼운 레쩨로 배역들에서 눈부신 활약을 보여주고 있으며,수브레토 소프라노의 영역 또한 모차르트의 희극 오페라 배역들인 체를리나,수잔나,데스피나 등에서 뛰어난 기량을 보여준다.극고음역대의 기교와 빠른 스케일의 표현에서 다소 민첩성이 떨어지는 등의 특징으로 정통적인 콜로라투라 소프라노라고 할 수는 없지만, 유연한 벨칸토 발성이 뒷받침된 안정적인 레가토로 극중 리릭-레쩨로-콜로라투라 음역대를 필요로 하는 소프라노 인물의 성격과 캐릭터를 이상적으로 표현하는 데에 적격이라는 평가를 받는다. 정확한 발음과 절제된 발성으로 다양한 언어로 구성된 가곡 해석에도 뛰어나며, 프랑스와 이탈리아, 러시아 가곡들을 모은 앨범인 'A Dream' 을 출반하기도 했다. 2010년대에 들어 중고음이 풍부해지며 보다 더 무거운 리릭 소프라노로 변모하고있으며, 콜로라투라 기교가 많이 필요한 오페라 작품보다는 콘서트 무대나 앨범 발매 활동을 위주로 대중들과 호흡하는 추세다.
- 링컨 센터의 모스틀리 모차르트 페스티벌에서 '모차르트 콘서트 아리아' 연주회를 가졌고, 테너 호세 카레라스와는 싱가포르, 쿠알라룸푸르 갈라 콘서트와 서울 상암 경기장 빅 콘서트에서 함께 호흡을 맞추었다.

## 음반
- 1995년 - 《신영옥 캐롤집》
- 1995년 - 《Vocalise-신영옥》
- 1996년 - 《Ave Maria》
- 1997년 - 《A Dream》
- 1997년 - 《신영옥, 조수미》
- 1998년 - 《My Romance》
- 2000년 - 《Sacred Songs》
- 2003년 - 《My Songs》
- 2006년 - 《Love Duets》
- 2008년 - 《Cinematique》
- 2009년 - 《천추태후 O.S.T》
- 2009년 - 《내 마음의 노래》

## 수상
메트콩쿠르, MEF, 올가쿠체빗스키, 로렌자커리, 난파음악상, 운경상 문화언론부문상